# Lindsey Hunter
Lindsey Benson Hunter, Jr. (ur. 3 grudnia 1970 w Utica) – amerykański koszykarz, obrońca, dwukrotny mistrz NBA, trener.
W 2007 został ukarany zawieszeniem na 10 meczów NBA za stosowanie fenterminy, czym naruszył ligowe przepisy antydopingowe.

## Osiągnięcia
NCAA
- Zawodnik roku konferencji Southwestern Athletic (1993)[3]

NBA
- 2-krotny mistrz NBA (2002, 2004)[1]
- Wicemistrz NBA (2005)[1]
- Wybrany do II składu debiutantów NBA (1994)[4]
- Lider play-off w skuteczności rzutów wolnych (2006 - wspólnie z Kevinem Martinem, Sašą Vujačiciem, Smushem Parkerem)[5]